# Aequorea taiwanensis
Aequorea taiwanensis is een hydroïdpoliep uit de familie Aequoreidae. De poliep komt uit het geslacht Aequorea. Aequorea taiwanensis werd in 2009 voor het eerst wetenschappelijk beschreven door Zheng, Lin, Li, Cao, Xu & Huang. 